# NGC 1900
NGC 1900 (również ESO 85-SC68) – gromada otwarta, znajdująca się w gwiazdozbiorze Złotej Ryby. Należy do Wielkiego Obłoku Magellana. Odkrył ją John Herschel 30 listopada 1834 roku.